# Sekonaia Kalou
Sekonaia Kalou Qaranaqio (Sigatoka, 6 aprile 1984) è un rugbista a 15 figiano, seconda o terza linea, internazionale per le isole Figi.

## Biografia
Sekonaia ha disputato con la maglia della nazionale figiana la Coppa del Mondo di rugby 2011 giocando due partite, la prima vinta contro la Namibia e la seconda contro le isole Samoa.

## Palmarès
- Campionati italiani: 1
Calvisano: 2014-15
- Trofei Eccellenza : 1
Calvisano: 2014-15